# Université au Niger
Cette page présente le système universitaire nigérien. Il y a des universités publiques et des universités privées.

## Universités publiques
Les universités publiques nigériennes sont au nombre de neuf, réparties dans les différentes villes du pays.
- Université Abdou Moumouni (à Niamey)
- Université islamique de Say
- Université de Zinder
- Université de Tahoua
- Université de Maradi
- Université de Dosso
- Université d'Agadez
- Université de Diffa
- Université de Tillabéri

## Universités privées
- Université canadienne du Niger
- IIM University (Institut International de Management)
- Université Franco-arabe Attadamoun
- Université libre de Maradi
- Université internationale Aboubacar Ibrahim à Maradi
- Université populaire de Niamey
- Université Entente Internationale
- Université Franco-Arabe Internationale Elhaj Mahmoud Ka'atte
- SWISS UMEF University
- Lucas University
- Mariam Abacha American University Maradi
- Université Tunisienne Internationale
- Université ESCAE
- Université SODESI
- Université Africaine des Sciences Sociales Techniques et Médicales UASTM
- Université IAT
- African Development University